# Campolara
Campolara est une commune d'Espagne dans la communauté autonome de Castille-et-León, province de Burgos. Elle s'étend sur 13,24 km2 et comptait environ 67 habitants en 2011.